# Brandwijk
Brandwijk, of Braank in het plaatselijk dialect, is een dorp in de Alblasserwaardse gemeente Molenlanden in de Nederlandse provincie Zuid-Holland. Het dorp ligt ten noorden van de Graafstroom en heeft een oppervlakte van 1231 hectare. Op 1 januari 2023 telde Brandwijk 1.370 inwoners en in 2012 telde de plaats 472 woningen.

## Gemeentelijke indeling
- 01-01-1812: gevoegd bij de gemeente Molenaarsgraaf
- 01-01-1817: als zelfstandige gemeente afgesplitst van Molenaarsgraaf
- 01-01-1986: opgegaan in gemeente Graafstroom
- 01-01-2013: opgegaan in gemeente Molenwaard
- 01-01-2019: opgegaan in gemeente Molenlanden

Onderdeel van Brandwijk is buurtschap De Donk. Gelegen aan het waterschap de Boezem zijn vijf boerderijen gebouwd op een in het polderlandschap gelegen zandrug van ongeveer zes meter hoog. De zandrug (donk) werd al in de middeleeuwen bewoond, in die tijd stond hier het klooster Sint Maartensdonk. Een ander buurtschap in Brandwijk is Gijbeland.
In Brandwijk was meer dan honderd jaar geleden een pleisterplaats voor postkoetsen gevestigd. Deze herberg, genaamd De Boerenklaas dateert van voor 1890 en bestaat nog steeds.
Verder zijn de wateren rondom Brandwijk, de Graafstroom en de Boezem, onderdeel van de schaatstocht de Molentocht, die als het weer het toelaat gereden wordt in de Alblasserwaard.